# Playoffs NBA 2006
Los Playoffs de la NBA de 2006 fueron el torneo final de la temporada 2005-06 de la NBA.
El campeón fue Miami Heat (Conferencia Este), que consiguió así el primer título para la franquicia de Miami, ganando a Dallas Mavericks en la final por un resultado de 4 - 2. Esta fue la primera aparición de los Heat en las finales, en las que ganaron todos los partidos que disputaron en casa y el sexto partido en el American Airlines Center en Texas.
El MVP de las Finales fue Dwyane Wade de los Miami Heat.
Los Angeles Clippers fueron una de las sorpresas de este playoff, ya que no solo consiguieron entrar en los playoffs (no lo hacían desde 1997), sino que además pasaron a la segunda ronda contra pronóstico cosa que no sucedía desde 1976, cuando ellos eran los Buffalo Braves. Jugaron con la esperanza de llegar por primera vez a las finales de conferencia, pero los Suns les derrotaron en el séptimo partido.
A su vez en las semifinales de conferencia los defensores del anillo, los San Antonio Spurs estuvieron a punto de remontar una serie en contra (3-1), pero los Dallas Mavericks, fueron capaces de imponerse en un ajustado último (y séptimo partido) en el que fue necesario jugar una agónica prórroga.
En estos playoffs también destacó el debut de LeBron James, a la cabeza de los Cleveland Cavaliers, que consiguió anotar la canasta de la victoria para ganar los partidos quinto y sexto. Ante el tres veces campeón de la NBA Detroit consiguió encaminar la serie ganando el primer partido e incluso llegó a ponerse por encima en la serie (3-2) pero un ajustado sexto partido y un séptimo en el cual la diferencia fue mayor mandaron a casa a los de Cleveland. A pesar de ello consiguieron entrar en los playoffs por primera vez desde 1998 y ganar su primera serie de playoff (no lo conseguían desde 1993).

## Formato
Artículo Principal: Playoffs de la NBA
Consiste en 16 equipos que se dividen en dos conferencias (Este y Oeste), éstos se enfrentan en un total de partidos que oscilan entre los 60 y 105. Los partidos se reparten en cuatro rondas al mejor de siete partidos. En cada ronda el equipo con mejor récord de victorias-derrotas será el que posea la ventaja de campo, esto quiere decir que en caso de que la serie quede empatada 3 a 3 partidos, el séptimo y último encuentro se jugará en su cancha, en caso de empate en el balance de victorias-derrotas se decidirá por el que ganase más partidos al otro equipo con el que está empatado.
Los partidos 1, 2, 5 y 7 se disputarán por tanto en el pabellón del equipo que posea la ventaja de campo sobre el otro. Por tanto el resto de partidos (3, 4 y 6) se disputarán en casa del rival.
Al añadir un nuevo equipo (Charlotte Bobcats) a la NBA esta pasaría a contar con un total de 30 equipos y la dirección decidió reajustar las divisiones. Cada conferencia tenía tres divisiones de cinco equipos cada una, y hasta este punto el ganador de división tenía asegurado un pase a los playoffs clasificado entre los tres primeros sin que fuese necesario que el equipo tuviese uno de los mejores 8 balances de su conferencia. Sin embargo esto no le aseguraba tener la ventaja de campo sobre los otros. Este ejemplo se ilustró perfectamente cuando los Denver Nuggets quedaron primeros en su división (Noroeste) con un total de 44 victorias pero no dispusieron de la ventaja de campo a la hora de enfrentarse a Los Angeles Clippers que poseían un balance de 47 victorias.

## Clasificación Playoff

### Conferencia Este
Los Detroit Pistons consiguieron el mejor récord de la NBA, y mantuviero la ventaja de campo hasta que se enfrentaron a Miami Heat en la final de la conferencia Este. La ventaja de campo pasó en las finales de la NBA al campeón de la conferencia Oeste, Dallas Mavericks, quienes tenían un mejor balance de victorias-derrotas.
A continuación se muestran la lista de los equipos clasificados en la conferencia Este:
1. Detroit Pistons (líder de la División Central)
2. Miami Heat (líder de la División del Sureste)
3. New Jersey Nets (líder de la División del Atlántico)
4. Cleveland Cavaliers
5. Washington Wizards
6. Indiana Pacers
7. Chicago Bulls
8. Milwaukee Bucks

### Conferencia Oeste
Los San Antonio Spurs consiguieron el mejor récord en la Conferencia Oeste, y tuvieron la ventaja de campo a lo largo de todas las series de su conferencia. Sin embargo, cuando perdieron en semifinales de conferencia ante los Dallas Mavericks, Dallas pasó a disponer de esta ventaja en la final de la conferencia Oeste.
A continuación se muestran la lista de los equipos clasificados en la conferencia Oeste:
1. San Antonio Spurs (líder de la División del Suroeste)
2. Phoenix Suns (líder de la División del Pacífico)
3. Denver Nuggets (líder de la División del Noreste)
4. Dallas Mavericks
5. Memphis Grizzlies
6. Los Angeles Clippers
7. Los Angeles Lakers
8. Sacramento Kings

## Tabla
|  | Primera Ronda     | Primera Ronda | Primera Ronda |   |              | Semifinales de Conferencia | Semifinales de Conferencia | Semifinales de Conferencia |  |    | Final de Conferencia | Final de Conferencia | Final de Conferencia |  |    | Finales de la NBA | Finales de la NBA | Finales de la NBA |
|  |                   |               |               |   |              |                            |                            |                            |  |    |                      |                      |                      |  |    |                   |                   |                   |
|  | E1                | *Detroit      | 4             |   |              |                            |                            |                            |  |    |                      |                      |                      |  |    |                   |                   |                   |
|  | E8                | Milwaukee     | 1             |   |              |                            |                            |                            |  |    |                      |                      |                      |  |    |                   |                   |                   |
|  | E8                | Milwaukee     | 1             |   | E1           | *Detroit                   | 4                          |                            |  |    |                      |                      |                      |  |    |                   |                   |                   |
|  |                   |               |               |   | E1           | *Detroit                   | 4                          |                            |  |    |                      |                      |                      |  |    |                   |                   |                   |
|  |                   | E4            | Cleveland     | 3 |              |                            |                            |                            |  |    |                      |                      |                      |  |    |                   |                   |                   |
|  | E4                | E4            | Cleveland     | 3 | Cleveland    | 4                          |                            |                            |  |    |                      |                      |                      |  |    |                   |                   |                   |
|  | E4                |               |               |   | Cleveland    | 4                          |                            |                            |  |    |                      |                      |                      |  |    |                   |                   |                   |
|  | E5                | Washington    | 2             |   |              |                            |                            |                            |  |    |                      |                      |                      |  |    |                   |                   |                   |
|  | E5                | Washington    | 2             |   |              |                            |                            |                            |  | E1 | *Detroit             | 2                    |                      |  |    |                   |                   |                   |
|  | Conferencia Este  |               |               |   |              |                            |                            |                            |  | E1 | *Detroit             | 2                    |                      |  |    |                   |                   |                   |
|  |                   | E2            | *Miami        | 4 |              |                            |                            |                            |  |    |                      |                      |                      |  |    |                   |                   |                   |
|  | E3                | E2            | *Miami        | 4 | *New Jersey  | 4                          |                            |                            |  |    |                      |                      |                      |  |    |                   |                   |                   |
|  | E3                |               |               |   | *New Jersey  | 4                          |                            |                            |  |    |                      |                      |                      |  |    |                   |                   |                   |
|  | E6                | Indiana       | 2             |   |              |                            |                            |                            |  |    |                      |                      |                      |  |    |                   |                   |                   |
|  | E6                | Indiana       | 2             |   | E3           | *New Jersey                | 1                          |                            |  |    |                      |                      |                      |  |    |                   |                   |                   |
|  |                   |               |               |   | E3           | *New Jersey                | 1                          |                            |  |    |                      |                      |                      |  |    |                   |                   |                   |
|  |                   | E2            | *Miami        | 4 |              |                            |                            |                            |  |    |                      |                      |                      |  |    |                   |                   |                   |
|  | E2                | E2            | *Miami        | 4 | *Miami       | 4                          |                            |                            |  |    |                      |                      |                      |  |    |                   |                   |                   |
|  | E2                |               |               |   | *Miami       | 4                          |                            |                            |  |    |                      |                      |                      |  |    |                   |                   |                   |
|  | E7                | Chicago       | 2             |   |              |                            |                            |                            |  |    |                      |                      |                      |  |    |                   |                   |                   |
|  | E7                | Chicago       | 2             |   |              |                            |                            |                            |  |    |                      |                      |                      |  | E2 | *Miami            | 4                 |                   |
|  |                   |               |               |   |              |                            |                            |                            |  |    |                      |                      |                      |  | E2 | *Miami            | 4                 |                   |
|  |                   | O4            | Dallas        | 2 |              |                            |                            |                            |  |    |                      |                      |                      |  |    |                   |                   |                   |
|  | O1                | O4            | Dallas        | 2 | *San Antonio | 4                          |                            |                            |  |    |                      |                      |                      |  |    |                   |                   |                   |
|  | O1                |               |               |   | *San Antonio | 4                          |                            |                            |  |    |                      |                      |                      |  |    |                   |                   |                   |
|  | O8                | Sacramento    | 2             |   |              |                            |                            |                            |  |    |                      |                      |                      |  |    |                   |                   |                   |
|  | O8                | Sacramento    | 2             |   | O1           | *San Antonio               | 3                          |                            |  |    |                      |                      |                      |  |    |                   |                   |                   |
|  |                   |               |               |   | O1           | *San Antonio               | 3                          |                            |  |    |                      |                      |                      |  |    |                   |                   |                   |
|  |                   | O4            | Dallas        | 4 |              |                            |                            |                            |  |    |                      |                      |                      |  |    |                   |                   |                   |
|  | O4                | O4            | Dallas        | 4 | Dallas       | 4                          |                            |                            |  |    |                      |                      |                      |  |    |                   |                   |                   |
|  | O4                |               |               |   | Dallas       | 4                          |                            |                            |  |    |                      |                      |                      |  |    |                   |                   |                   |
|  | O5                | Memphis       | 0             |   |              |                            |                            |                            |  |    |                      |                      |                      |  |    |                   |                   |                   |
|  | O5                | Memphis       | 0             |   |              |                            |                            |                            |  | O4 | Dallas               | 4                    |                      |  |    |                   |                   |                   |
|  | Conferencia Oeste |               |               |   |              |                            |                            |                            |  | O4 | Dallas               | 4                    |                      |  |    |                   |                   |                   |
|  |                   | O2            | *Phoenix      | 2 |              |                            |                            |                            |  |    |                      |                      |                      |  |    |                   |                   |                   |
|  | O3                | O2            | *Phoenix      | 2 | *Denver      | 1                          |                            |                            |  |    |                      |                      |                      |  |    |                   |                   |                   |
|  | O3                |               |               |   | *Denver      | 1                          |                            |                            |  |    |                      |                      |                      |  |    |                   |                   |                   |
|  | O6                | L.A. Clippers | 4             |   |              |                            |                            |                            |  |    |                      |                      |                      |  |    |                   |                   |                   |
|  | O6                | L.A. Clippers | 4             |   | O6           | L.A. Clippers              | 3                          |                            |  |    |                      |                      |                      |  |    |                   |                   |                   |
|  |                   |               |               |   | O6           | L.A. Clippers              | 3                          |                            |  |    |                      |                      |                      |  |    |                   |                   |                   |
|  |                   | O2            | *Phoenix      | 4 |              |                            |                            |                            |  |    |                      |                      |                      |  |    |                   |                   |                   |
|  | O2                | O2            | *Phoenix      | 4 | *Phoenix     | 4                          |                            |                            |  |    |                      |                      |                      |  |    |                   |                   |                   |
|  | O2                |               |               |   | *Phoenix     | 4                          |                            |                            |  |    |                      |                      |                      |  |    |                   |                   |                   |
|  | O7                | L.A. Lakers   | 3             |   |              |                            |                            |                            |  |    |                      |                      |                      |  |    |                   |                   |                   |

* - Campeón de división

Negrita- Ganador de las series

Cursiva- Equipo con ventaja de campo

## Conferencia Este

### Primera Ronda

#### Detroit Pistons 4 - 1 Milwaukee Bucks
| 23 de abril | 1 | Milwaukee Bucks | 74 | - | 92 | Detroit Pistons | Palace of Auburn Hills, Auburn Hills | TNT |

| 26 de abril | 2 | Milwaukee Bucks | 98 | - | 109 | Detroit Pistons | Palace of Auburn Hills, Auburn Hills | NBA TV |

| 29 de abril | 3 | Detroit Pistons | 104 | - | 124 | Milwaukee Bucks | Bradley Center, Milwaukee | ESPN |

| 1 de mayo | 4 | Detroit Pistons | 109 | - | 99 | Milwaukee Bucks | Bradley Center, Milwaukee | NBA TV |

| 3 de mayo | 5 | Milwaukee Bucks | 93 | - | 122 | Detroit Pistons | Palace of Auburn Hills, Auburn Hills | TNT |

#### Miami Heat 4 - 2 Chicago Bulls
| 22 de abril | 1 | Chicago Bulls | 106 | - | 111 | Miami Heat | AmericanAirlines Arena, Miami | ESPN |

| 24 de abril | 2 | Chicago Bulls | 108 | - | 115 | Miami Heat | AmericanAirlines Arena, Miami | TNT |

| 27 de abril | 3 | Miami Heat | 90 | - | 109 | Chicago Bulls | United Center, Chicago | TNT |

| 30 de abril | 4 | Miami Heat | 87 | - | 93 | Chicago Bulls | United Center, Chicago | Ucv Televisión Estamos De familia |

| 2 de mayo | 5 | Chicago Bulls | 78 | - | 92 | Miami Heat | AmericanAirlines Arena, Miami | TNT |

| 4 de mayo | 6 | Miami Heat | 113 | - | 96 | Chicago Bulls | United Center, Chicago | TNT |

#### New Jersey Nets 4 - 2 Indiana Pacers
| 23 de abril | 1 | Indiana Pacers | 90 | - | 88 | New Jersey Nets | CA Arena, East Rutherford | TNT |

| 25 de abril | 2 | Indiana Pacers | 75 | - | 90 | New Jersey Nets | CA Arena, East Rutherford | NBA TV |

| 27 de abril | 3 | New Jersey Nets | 90 | - | 107 | Indiana Pacers | Conseco Fieldhouse, Indianápolis | NBA TV |

| 29 de abril | 4 | New Jersey Nets | 97 | - | 88 | Indiana Pacers | Conseco Fieldhouse, Indianápolis | TNT |

| 2 de mayo | 5 | Indiana Pacers | 86 | - | 92 | New Jersey Nets | CA Arena, East Rutherford | NBA TV |

| 4 de mayo | 6 | New Jersey Nets | 96 | - | 90 | Indiana Pacers | Conseco Fieldhouse, Indianápolis | NBA TV |

#### Cleveland Cavaliers 4 - 2 Washington Wizards
| 22 de abril | 1 | Washington Wizards | 86 | - | 97 | Cleveland Cavaliers | Quicken Loans Arena, Cleveland | ABC |

| 25 de abril | 2 | Washington Wizards | 89 | - | 84 | Cleveland Cavaliers | Quicken Loans Arena, Cleveland | TNT |

| 28 de abril | 3 | Cleveland Cavaliers | 97 | - | 96 | Washington Wizards | Verizon Center, Washington | ESPN |

| 30 de abril | 4 | Cleveland Cavaliers | 96 | - | 106 | Washington Wizards | Verizon Center, Washington | TNT |

| 3 de mayo | 5 | Washington Wizards | 120 | - | 121 | Cleveland Cavaliers | Quicken Loans Arena, Cleveland | TNT |

| 5 de mayo | 6 | Cleveland Cavaliers | 114 | - | 113 | Washington Wizards | Verizon Center, Washington | ESPN |

### Semifinales de Conferencia

#### Detroit Pistons 4 - 3 Cleveland Cavaliers
| 7 de mayo | 1 | Cleveland Cavaliers | 86 | - | 113 | Detroit Pistons | Palace of Auburn Hills, Auburn Hills | ABC |

| 9 de mayo | 2 | Cleveland Cavaliers | 91 | - | 97 | Detroit Pistons | Palace of Auburn Hills, Auburn Hills | TNT |

| 13 de mayo | 3 | Detroit Pistons | 77 | - | 86 | Cleveland Cavaliers | Quicken Loans Arena, Cleveland | ESPN |

| 15 de mayo | 4 | Detroit Pistons | 72 | - | 74 | Cleveland Cavaliers | Quicken Loans Arena, Cleveland | TNT |

| 17 de mayo | 5 | Cleveland Cavaliers | 86 | - | 84 | Detroit Pistons | Palace of Auburn Hills, Auburn Hills | TNT |

| 19 de mayo | 6 | Detroit Pistons | 84 | - | 82 | Cleveland Cavaliers | Quicken Loans Arena, Cleveland | ESPN |

| 21 de mayo | 7 | Cleveland Cavaliers | 61 | - | 89 | Detroit Pistons | Palace of Auburn Hills, Auburn Hills | ABC |

#### Miami Heat 4 - 1 New Jersey Nets
| 8 de mayo | 1 | New Jersey Nets | 100 | - | 88 | Miami Heat | AmericanAirlines Arena, Miami | TNT |

| 10 de mayo | 2 | New Jersey Nets | 89 | - | 111 | Miami Heat | AmericanAirlines Arena, Miami | TNT |

| 12 de mayo | 3 | Miami Heat | 103 | - | 92 | New Jersey Nets | CA Arena, East Rutherford | ESPN |

| 14 de mayo | 4 | Miami Heat | 102 | - | 92 | New Jersey Nets | CA Arena, East Rutherford | ABC |

| 16 de mayo | 5 | New Jersey Nets | 105 | - | 106 | Miami Heat | AmericanAirlines Arena, Miami | TNT |

### Final de Conferencia: Detroit Pistons 2 - 4 Miami Heat
| 23 de mayo | 1 | Miami Heat | 91 | - | 86 | Detroit Pistons | Palace of Auburn Hills, Auburn Hills | ESPN |

| 25 de mayo | 2 | Miami Heat | 88 | - | 92 | Detroit Pistons | Palace of Auburn Hills, Auburn Hills | ESPN |

| 27 de mayo | 3 | Detroit Pistons | 83 | - | 98 | Miami Heat | AmericanAirlines Arena, Miami | ESPN |

| 29 de mayo | 4 | Detroit Pistons | 78 | - | 89 | Miami Heat | AmericanAirlines Arena, Miami | ABC |

| 31 de mayo | 5 | Miami Heat | 78 | - | 91 | Detroit Pistons | Palace of Auburn Hills, Auburn Hills | ESPN |

| 2 de junio | 6 | Detroit Pistons | 78 | - | 95 | Miami Heat | AmericanAirlines Arena, Miami | ESPN |

## Conferencia Oeste

### Primera Ronda

#### San Antonio Spurs 4 - 2 Sacramento Kings
| 22 de abril | 1 | Sacramento Kings | 88 | - | 122 | San Antonio Spurs | AT&T Center, San Antonio | ESPN |

| 25 de abril | 2 | Sacramento Kings | 119 | - | 128 | San Antonio Spurs | AT&T Center, San Antonio | TNT |

| 28 de abril | 3 | San Antonio Spurs | 93 | - | 94 | Sacramento Kings | ARCO Arena, Sacramento | ESPN2 |

| 30 de abril | 4 | San Antonio Spurs | 84 | - | 102 | Sacramento Kings | ARCO Arena, Sacramento | TNT |

| 2 de mayo | 5 | Sacramento Kings | 98 | - | 109 | San Antonio Spurs | AT&T Center, San Antonio | NBA TV |

| 5 de mayo | 6 | San Antonio Spurs | 105 | - | 83 | Sacramento Kings | ARCO Arena, Sacramento | ESPN |

#### Phoenix Suns 4 - 3 Los Angeles Lakers
| 23 de abril | 1 | Los Angeles Lakers | 102 | - | 107 | Phoenix Suns | US Airways Center, Phoenix | ABC |

| 26 de abril | 2 | Los Angeles Lakers | 99 | - | 93 | Phoenix Suns | US Airways Center, Phoenix | TNT |

| 28 de abril | 3 | Phoenix Suns | 92 | - | 99 | Los Angeles Lakers | Staples Center, Los Ángeles | ESPN |

| 30 de abril | 4 | Phoenix Suns | 98 | - | 99 | Los Angeles Lakers | Staples Center, Los Ángeles | ABC |

| 2 de mayo | 5 | Los Angeles Lakers | 97 | - | 114 | Phoenix Suns | US Airways Center, Phoenix | TNT |

| 4 de mayo | 6 | Phoenix Suns | 126 | - | 118 | Los Angeles Lakers | Staples Center, Los Ángeles | TNT |

| 6 de mayo | 7 | Los Angeles Lakers | 90 | - | 121 | Phoenix Suns | US Airways Center, Phoenix | TNT |

#### Los Angeles Clippers 4 - 1 Denver Nuggets
| 22 de abril | 1 | Denver Nuggets | 87 | - | 89 | Los Angeles Clippers | Staples Center, Los Ángeles | ESPN |

| 24 de abril | 2 | Denver Nuggets | 87 | - | 98 | Los Angeles Clippers | Staples Center, Los Ángeles | TNT |

| 27 de abril | 3 | Los Angeles Clippers | 87 | - | 94 | Denver Nuggets | Pepsi Center, Denver | TNT |

| 29 de abril | 4 | Los Angeles Clippers | 100 | - | 86 | Denver Nuggets | Pepsi Center, Denver | ESPN |

| 1 de mayo | 5 | Denver Nuggets | 83 | - | 101 | Los Angeles Clippers | Staples Center, Los Ángeles | TNT |

#### Dallas Mavericks 4 - 0 Memphis Grizzlies
| 23 de abril | 1 | Memphis Grizzlies | 93 | - | 103 | Dallas Mavericks | American Airlines Center, Dallas | TNT |

| 26 de abril | 2 | Memphis Grizzlies | 79 | - | 94 | Dallas Mavericks | American Airlines Center, Dallas | TNT |

| 29 de abril | 3 | Dallas Mavericks | 94 | - | 89 | Memphis Grizzlies | FedExForum, Memphis | TNT |

| 29 de abril | 4 | Dallas Mavericks | 102 | - | 76 | Memphis Grizzlies | FedExForum, Memphis | TNT |

### Semifinales de Conferencia

#### San Antonio Spurs 3 - 4 Dallas Mavericks
| 7 de mayo | 1 | Dallas Mavericks | 85 | - | 87 | San Antonio Spurs | AT&T Center, San Antonio | ABC |

| 9 de mayo | 2 | Dallas Mavericks | 113 | - | 91 | San Antonio Spurs | AT&T Center, San Antonio | TNT |

| 13 de mayo | 3 | San Antonio Spurs | 103 | - | 104 | Dallas Mavericks | American Airlines Center, Dallas | ABC |

| 15 de mayo | 4 | San Antonio Spurs | 118 | - | 123 | Dallas Mavericks | American Airlines Center, Dallas | TNT |

| 17 de mayo | 5 | Dallas Mavericks | 97 | - | 98 | San Antonio Spurs | AT&T Center, San Antonio | TNT |

| 19 de mayo | 6 | San Antonio Spurs | 91 | - | 86 | Dallas Mavericks | American Airlines Center, Dallas | ESPN |

| 22 de mayo | 7 | Dallas Mavericks | 119 | - | 111 | San Antonio Spurs | AT&T Center, San Antonio | TNT |

#### Phoenix Suns 4 - 3 Los Angeles Clippers
| 8 de mayo | 1 | Los Angeles Clippers | 123 | - | 130 | Phoenix Suns | US Airways Center, Phoenix | TNT |

| 10 de mayo | 2 | Los Angeles Clippers | 122 | - | 97 | Phoenix Suns | US Airways Center, Phoenix | TNT |

| 12 de mayo | 3 | Phoenix Suns | 94 | - | 91 | Los Angeles Clippers | Staples Center, Los Ángeles | ESPN |

| 14 de mayo | 4 | Phoenix Suns | 107 | - | 114 | Los Angeles Clippers | Staples Center, Los Ángeles | TNT |

| 16 de mayo | 5 | Los Angeles Clippers | 118 | - | 125 | Phoenix Suns | US Airways Center, Phoenix | TNT |

| 18 de mayo | 6 | Phoenix Suns | 106 | - | 118 | Los Angeles Clippers | Staples Center, Los Ángeles | ESPN |

| 22 de mayo | 7 | Los Angeles Clippers | 107 | - | 127 | Phoenix Suns | US Airways Center, Phoenix | TNT |

### Final de Conferencia: Phoenix Suns 2 - 4 Dallas Mavericks
| 24 de mayo | 1 | Phoenix Suns | 121 | - | 118 | Dallas Mavericks | American Airlines Center, Dallas | TNT |

| 26 de mayo | 2 | Phoenix Suns | 95 | - | 105 | Dallas Mavericks | American Airlines Center, Dallas | TNT |

| 28 de mayo | 3 | Dallas Mavericks | 95 | - | 88 | Phoenix Suns | US Airways Center, Phoenix | TNT |

| 30 de mayo | 4 | Dallas Mavericks | 86 | - | 106 | Phoenix Suns | US Airways Center, Phoenix | TNT |

| 1 de junio | 5 | Phoenix Suns | 101 | - | 117 | Dallas Mavericks | American Airlines Center, Dallas | TNT |

| 3 de junio | 6 | Dallas Mavericks | 102 | - | 93 | Phoenix Suns | US Airways Center, Phoenix | TNT |

## Finales de la NBA: Dallas Mavericks 2 - 4 Miami Heat
| 8 de junio | 1 | Miami Heat | 80 | - | 90 | Dallas Mavericks | American Airlines Center, Dallas | ABC |

| 11 de junio | 2 | Miami Heat | 85 | - | 99 | Dallas Mavericks | American Airlines Center, Dallas | ABC |

| 13 de junio | 3 | Dallas Mavericks | 96 | - | 98 | Miami Heat | AmericanAirlines Arena, Miami | ABC |

| 15 de junio | 4 | Dallas Mavericks | 74 | - | 98 | Miami Heat | AmericanAirlines Arena, Miami | ABC |

| 18 de junio | 5 | Dallas Mavericks | 100 | - | 101 | Miami Heat | AmericanAirlines Arena, Miami | ABC |

| 20 de junio | 6 | Miami Heat | 95 | - | 92 | Dallas Mavericks | American Airlines Center, Dallas | ABC |